# Franklin Story Musgrave
Franklin Story Musgrave (Boston, Massachusetts, 1935. augusztus 19.–) amerikai orvos, űrhajós. Az egyetlen űrhajós, aki küldetései során repülte mind az öt űrrepülőgépet. John Glenn 1998-as visszatéréséig a legidősebb (61 éves) űrhajós címet viselte.

## Életpálya
1953-ban belépett a hadseregbe, ahol repülőgép szerelőként (villanyszerelő, technikus, fedélzeti főnök) tevékenykedett. Szolgált Dél-Koreában, Japánban, Hawaiin valamint a Távol-Keleten. Több mint 7500 órát repült (repülőgép/űrhajó), 160 különböző katonai és polgári repülőgéppel. Több mint 800 ejtőernyős ugrása közül 100 szabadeséssel történt. 1958-ban a  Syracuse Egyetemen matematikából és statisztikából szerzett oklevelet. Az Eastman Kodak Company keretében matematikusként és műveletek elemzőjeként dolgozott. 1959-ben az University of California keretében működés elemzésből és számítógépes programozásból szerzett diplomát. 1964-ben az University College of Physicians keretében sebészorvosi diplomát szerzett. 1966-ban az University of Kentucky intézetben fiziológiából és biofizikából tett tudományos fokozatot. Amit 1987-ben megvédett. Kutatás profilja a szív-és érrendszeri betegségek és a testmozgás élettani szerepe.
1967. augusztus 4-től a NASA 6. csoportjában a Lyndon B. Johnson Űrközpontban részesült kiképzésben. Dolgozott a Skylab-programban (tervezés, fejlesztés). Volt mentőszemélyzeti tag, támogató (tanácsadó, feladatmegoldó) csoporttag (STS–31, STS–35, STS–36, STS–38, STS–41). Részt vett az űrrepülőgép berendezéseinek, űrruhájának,  életfenntartó rendszereinek, az életminőség állapotának fejlesztésében. 1979-1984 között az űrhajósok vizsgálatát, ellenőrzését végző Shuttle Avionics Integrációs Laboratórium (JSC) tagja.
Hat űrrepülése alatt összesen 53 napot, 9 órát és 55 percet (1281 órát, 59 percet 22 másodpercet) töltött a világűrben. Űrhajós pályafutását 1997. szeptember 2-án fejezte be. A Denver Health Medical Center részmunkaidős tudományos munkatársa.

## Írásai
Szerzője, társszerzője huszonöt tudományos közleménynek

## Űrrepülések
- STS–6, a Challenger űrrepülőgép első repülésén küldetés specialista. A TDRSS–1 műholdat állították pályára, valamint több kutatási és kísérleti feladatot hajtottak végre. Sikeresen végrehajtották a Space Shuttle program első űrsétáját (EVA1), ahol 4 óra 17 percet töltött az űrrepülőn kívül. Az űrséta során első alkalommal használtak az Extravehicular Mobility Unit (EMU) űrruhákat. Első űrszolgálata alatt összesen 5 napot, 00 órát és 23 percet (120 óra) töltött a világűrben. 3 370 437 kilométert (2 100 000 mérföld) repült, 80 alkalommal kerülte meg a Földet.
- STS–51–F, a Challenger űrrepülőgép 8. repülésén küldetés specialista, felszálláskor/visszatéréskor rendszermérnök. A küldetés során harmadik alkalommal járt a világűrben a Spacelab mikrogravitációs laboratórium. Elvégeztek 13 fő kísérletet, továbbá csillagászati, asztrofizikai és élettudományi megfigyeléseknek tettek eleget. Második űrszolgálata alatt összesen 7 napot, 22 órát, 45 percet és 26 másodpercet töltött a világűrben.  5 284 350 kilométert tett meg, 127 alkalommal kerülte meg a Földet.
- STS–33, a Discovery űrrepülőgép 9. repülésén küldetés specialista. Az Amerikai Egyesült Államok Védelmi Minisztériuma által végrehajtott titkos küldetés részese. Harmadik űrszolgálata alatt összesen 5 napot, 00 órát, 6 percet és 48 másodpercet töltött a világűrben. 3 400 000 kilométert tett meg, 79 alkalommal kerülte meg a Földet.
- STS–44, az Atlantis űrrepülőgép 10. repülésén a hasznos teher parancsnoka. A küldetés célja sikeresen telepíteni a Defense Support Program (DSP) műholdat. Több tudományos kísérletet és kutatási tevékenységet végeztek. Egy hosszú távú űrrepülés orvosbiológiai kísérletéhez végeztek méréseket. Negyedik űrszolgálata alatt összesen 6 napot, 22 órát 50 percet és 44 másodpercet töltött a világűrben. 4 651 112 kilométert tett meg, 110 alkalommal kerülte meg a Földet.
- STS–61, az Endeavour űrrepülőgép 5. repülésén küldetés specialista, missziós szakember. Az első Hubble űrtávcső (HST) karbantartási és javítási küldetése. Ötödik űrszolgálata alatt összesen 10 napot, 19 órát 58 percet és 33 másodpercet töltött a világűrben. Három űrsétát (kutatás, szerelés) végzett, összesen 22 óra 2 perc időtartamban.. 7 135 464 kilométert tett meg, 163 alkalommal kerülte meg a Földet.
- STS–80, a Columbia űrrepülőgép 21. repülésén küldetés specialista, missziós szakember. Ez volt a leghosszabb űrrepülés, de technikai okok miatt nem tudták végrehajtani a legfőbb műveleteket (műholdak pályára állítása, a tervezett Nemzetközi Űrállomás (ISS) építésének egyik tervezett lépése lett volna. Hatodik űrszolgálata alatt összesen 17 napot, 15 órát 53 percet és 18 másodpercet töltött a világűrben. 10,9 millió kilométert tett meg, 279 alkalommal kerülte meg a Földet.

### Tartalék Személyzet
Skylab–2 pilótája